# فرازير ماكننيس
فرازير ماكننيس (بالإنجليزية: Fraser McInnes)‏ هو لاعب كرة قدم أسترالية أسترالي، ولد في 19 يوليو 1993.

## وصلات خارجية
- فرازير ماكننيس على موقع AustralianFootball.com (الإنجليزية)
- فرازير ماكننيس على موقع AFLtables.com (الإنجليزية)